# Mark Guiliana
Mark Guiliana (Florham Park, 2 september 1980) is een Amerikaanse drummer (jazz, rock, indierock), componist en leider van de band Beat Music. Hij staat bekend om zijn spel met Avishai Cohen, Brad Mehldau, David Bowie, Meshell Ndegeocello, Gretchen Parlato, Jason Lindner, Lionel Loueke, Dhafer Youssef, Tigran Hamasyan, Matisyahu, het Europese pianotrio Phronesis en zijn eigen band Heernt.

## Biografie
Guiliana is geboren en getogen in New Jersey en studeerde aan de William Paterson University, waar hij in 2003 afstudeerde met een graad in Jazz Studies and Performance.
Mark Guiliana is een drummer, componist, docent, producer en oprichter van Beat Music Productions, waarmee hij My Life Starts Now en Beat Music: The Los Angeles Improvisations uitbracht als bandleider.
Zijn conceptuele benadering van het instrument komt ook naar voren in Mehliana, het elektrische duo met Brad Mehldau op keyboards/synthesizers. Het debuutalbum Taming the Dragon (Nonesuch) kwam begin 2014 uit.
In het afgelopen decennium bracht Guilianas uitgebreide tournee hem over zes continenten met artiesten als Meshell Ndegeocello, Gretchen Parlato, Avishai Cohen, Matisyahu, Lionel Loueke, Now vs. Now, Dhafer Youssef, Beat Music en Heernt. Hij is tot nu toe ook op meer dan 30 opnamen verschenen, waaronder Blackstar, het laatste album van David Bowie.
Guiliana werd door The New York Times omschreven als een drummer waar een cultus van bewondering omheen is ontstaan, terwijl Time Out schreef: Wat gebeurt er als je hardbop-drummeesters Elvin Jones en Art Blakey toevoegt aan een Roland 808-drummachine uit de jaren 1980, deel het resultaat door J Dilla en vermenigvuldig dan tot de macht van Squarepusher? Antwoord: Mark Guiliana.

## Prijzen en onderscheidingen
- 2016: DownBeat magazine: 25 for the Future

## Discografie

### Als leader
- 2010: EP
- 2012: Beat Music
- 2013: A Form of Truth
- 2014: BEAT MUSIC The Los Angeles Improvisations
- 2014: My Life Starts Now
- 2015: Family First
- 2017: Jersey
- 2019: Beat Music! Beat Music! Beat Music!
- 2022: Music for Doing
- 2022: The Sound of Listening
- 2023: Mischief
- 2024: MARK
- 2025: questions (volume one)

Als Heernt
- 2006: Locked in a Basement (Razdaz Recordz)[6] opgenomen in 2005

Met Brad Mehldau
- 2014: Mehliana: Taming the Dragon (Nonesuch Records)
- 2019: Finding Gabriel (Nonesuch)

### Als sideman
Met David Bowie
- 2016: Blackstar
- 2014: Nothing Has Changed, Sue (Or in a Season of Crime)

Met Matt Cameron
- 2017: Cavedweller

Met Avishai Cohen
- 2003: Lyla
- 2004: At Home
- 2006: Continuo
- 2007: As is...Live at the Blue Note
- 2008: Gently Disturbed
- 2008: Sha'ot Regishot

Met Dave Douglas
- 2015: High Risk (Greenleaf)
- 2016: Dark Territory (Greenleaf)

Met Aaron Dugan
- 2010: Theory of Everything

Met Janek Gwizdala
- 2012: It Only Happens Once

Met Dumpster Hunter
- 2013: Frustration in Time Travel

Met Jason Lindner (Now VS Now)
- 2009: Now VS Now
- 2013: Earth Analog

Met Lionel Loueke
- 2012: Heritage

Met Matisyahu
- 2014: Akeda

Met Donny McCaslin
- 2011: Perpetual Motion
- 2012: Casting for Gravity
- 2014: Fast Future
- 2016: Beyond Now

Met Chris Morrissey
- 2013: North Hero

Met Gretchen Parlato
- 2013: Live in NYC

Met Phronesis
- 2010: Alive

Met Brad Shepik
- 2010: Mob of Unruly Angels
- 2011: Across the Way

Met Young Astronauts Club
- 2015: Montréal (Mark Guiliana Mixes)

Met Dhafer Youssef
- 2010: Abu Nawas Rhapsody

Met Daniel Zamir
- 2012: Song for Comfort